# Milonguero
Milonguero (pol. milongeros) – tancerz tanga argentyńskiego albo styl tańczenia tanga. 
Styl milonguero (apilado, tango klub, confiterias) jest tańczony z lekkim nachyleniem i stałym kontaktem partnerów. Apilado ma stosunkowo ograniczony repertuar (figur) ze względu na bardzo bliski kontakt. Typowymi krokami są ocho cortado, balanceos. Milonguero charakteryzuje się delikatnym prowadzeniem (markowaniem) ruchów. Termin określający ten styl został wprowadzony przez Susanę Miller w latach 1990.